# Breitenberg (Duderstadt)
Breitenberg is een overwegend agrarisch dorp in de Duitse gemeente Duderstadt in de deelstaat Nedersaksen. In 1973 werd het dorp bij Duderstadt gevoegd. Het ligt 4 km ten noordoosten van die stad, nabij de hoofdstraat naar Herzberg am Harz.
Breitenberg wordt voor het eerst vermeld in een oorkonde uit 1287. Breitenberg was eerst in bezit van de Abdij van Quedlinburg en vanaf de late middeleeuwen een van elf zgn. raadsdorpen van Duderstadt, die direct van daaruit bestuurd werden.  De kerk Maria Verkondiging (zie afbeelding) in het dorp is gebouwd in 1897 en verving een eerder bouwwerk, vermoedelijk uit het begin van de achttiende eeuw.